# Rytigynia
Rytigynia is een geslacht uit de sterbladigenfamilie (Rubiaceae). De soorten uit het geslacht komen voor in tropisch en zuidelijk Afrika en op Madagaskar.

## Soorten
- Rytigynia acuminatissima (K.Schum.) Robyns
- Rytigynia adenodonta (K.Schum.) Robyns
- Rytigynia argentea (Wernham) Robyns
- Rytigynia bagshawei (S.Moore) Robyns
- Rytigynia beniensis (De Wild.) Robyns
- Rytigynia binata (K.Schum.) Robyns
- Rytigynia bomiliensis (De Wild.) Robyns
- Rytigynia bridsoniae Verdc.
- Rytigynia bugoyensis (K.Krause) Verdc.
- Rytigynia canthioides (Benth.) Robyns
- Rytigynia caudatissima Verdc.
- Rytigynia celastroides (Baill.) Verdc.
- Rytigynia claessensii (De Wild.) Robyns
- Rytigynia claviflora Robyns
- Rytigynia congesta (K.Krause) Robyns
- Rytigynia constricta Robyns
- Rytigynia dasyothamnus (K.Schum.) Robyns
- Rytigynia decussata (K.Schum.) Robyns
- Rytigynia demeusei (De Wild.) Robyns
- Rytigynia dewevrei (De Wild. & T.Durand) Robyns
- Rytigynia dichasialis Lantz & Gereau
- Rytigynia dubiosa (De Wild.) Robyns
- Rytigynia eickii (K.Schum. & K.Krause) Bullock
- Rytigynia erythroxyloides (Baill.) A.P.Davis & Govaerst
- Rytigynia ferruginea Robyns
- Rytigynia flavida Robyns
- Rytigynia glabrifolia (De Wild.) Robyns
- Rytigynia gossweileri Robyns
- Rytigynia gracilipetiolata (De Wild.) Robyns
- Rytigynia griseovelutina Verdc.
- Rytigynia hirsutiflora Verdc.
- Rytigynia humbertii Cavaco
- Rytigynia ignobilis Verdc.
- Rytigynia kigeziensis Verdc.
- Rytigynia kiwuensis  (K.Krause) Robyns
- Rytigynia krauseana Robyns
- Rytigynia laurentii (De Wild.) Robyns
- Rytigynia lecomtei Robyns
- Rytigynia leonensis (K.Schum.) Robyns
- Rytigynia lewisii Tennant
- Rytigynia liberica Robyns
- Rytigynia lichenoxenos (K.Schum.) Robyns
- Rytigynia longicaudata Verdc.
- Rytigynia longipedicellata Verdc.
- Rytigynia longituba Verdc.
- Rytigynia macrostipulata Robyns
- Rytigynia macrura Verdc.
- Rytigynia madagascariensis Homolle ex Cavaco
- Rytigynia mayumbensis Robyns
- Rytigynia membranacea (Hiern) Robyns
- Rytigynia monantha (K.Schum.) Robyns
- Rytigynia mrimaensis Verdc.
- Rytigynia mutabilis Robyns
- Rytigynia neglecta (Hiern) Robyns
- Rytigynia nigerica (S.Moore) Robyns
- Rytigynia nodulosa (K.Schum.) Robyns
- Rytigynia obscura Robyns
- Rytigynia orbicularis (K.Schum.) Robyns
- Rytigynia parvifolia Verdc.
- Rytigynia pauciflora (Schweinf. ex Hiern) R.D.Good
- Rytigynia pawekiae Verdc.
- Rytigynia pergracilis Verdc.
- Rytigynia pseudolongicaudata Verdc.
- Rytigynia pubescens Verdc.
- Rytigynia rhamnoides Robyns
- Rytigynia rubiginosa (K.Schum.) Robyns
- Rytigynia rubra Robyns
- Rytigynia ruwenzoriensis (De Wild.) Robyns
- Rytigynia saliensis Verdc.
- Rytigynia sambavensis Cavaco
- Rytigynia senegalensis Blume
- Rytigynia setosa Robyns
- Rytigynia seyrigii Cavaco
- Rytigynia squamata (De Wild.) Robyns
- Rytigynia stolzii Robyns
- Rytigynia subbiflora (Mildbr.) Robyns
- Rytigynia syringifolia (Baker) A.P.Davis & Govaerts
- Rytigynia torrei Verdc.
- Rytigynia uhligii (K.Schum. & K.Krause) Verdc.
- Rytigynia umbellulata (Hiern) Robyns
- Rytigynia verruculosa (K.Krause) Robyns
- Rytigynia xanthotricha (K.Schum.) Verdc.

... · 
Afrocanthium · 
Asperula (Bedstro) · 
Atractocarpus · 
Belonophora · 
Bouvardia · 
Breonadia · 
Byrsophyllum · 
Callipeltis · 
Cephalanthus (Kogelbloem) · 
Chassalia · 
Cinchona · 
Coffea (Koffie) · 
Coprosma · 
Cruciata · 
Deppea · 
Galium (Walstro) · 
Gardenia · 
Genipa · 
Morinda · 
Nertera · 
Pentas · 
Plocama · 
Portlandia · 
Psydrax · 
Richardia · 
Rothmannia · 
Rubia · 
Rutidea · 
Rytigynia · 
Sabicea · 
Sarcocephalus · 
Sericanthe · 
Sherardia · 
Spermacoce · 
Tarenna · 
Tricalysia · 
Uncaria · 
Vangueria · 
Virectaria ·  
Wendlandia · 
...